# Sabulodes spoliata
Sabulodes spoliata är en fjärilsart som beskrevs av Grossbeck 1908. Sabulodes spoliata ingår i släktet Sabulodes och familjen mätare. Inga underarter finns listade.